# Sony Ericsson J105
Sony Ericsson J105 (även Naite) är en Greenheartmobiltelefon tillverkad av Sony Ericsson som en del av deras J-serie. Telefonen lanserades i maj 2009. Eftersom den är en Greenheartmobil är den gjord av återvunnen plast, målad med miljövänlig färg, har färre farliga kemikalier än vanligt m.m. Den har en 2,2" skärm och väger 84 gram.

## Funktioner
- 2.0 megapixel-kamera
- 100 Mb minne
- Youtube och Facebook inbyggda som program i telefonen
- TrackID, EcoMate, AccuWeather m.fl. inbyggda som program i telefonen